# خوان بابلو جيل
خوان بابلو جيل (بالإسبانية: Juan Pablo Gil)‏ هو ممثل مكسيكي، ولد في 16 نوفمبر 1989 في المكسيك.

## وصلات خارجية
- خوان بابلو جيل على موقع IMDb (الإنجليزية)
- خوان بابلو جيل على موقع قاعدة بيانات الفيلم (الإنجليزية)